# 佐藤春雄
佐藤 春雄（さとう はるお、1947年2月10日 - ）は秋田放送(ABS)の元アナウンサー。秋田県仙北郡美郷町（旧六郷町）出身。
法政大学社会学部卒業。
特技は剣道で、有段者。過去には映画出演の経験もある。

## 出演
- 「ゆうドキっ!」 ヨンチャンが行く!（ナレーション担当）
- まっぴる御免!歌謡りくうえすと（ラジオ）
- テレビ、ラジオの定時ニュース
- 過去には、五城目町主催・「秋田追分全国大会」の司会を務めた。